# 19439 Еллісонтжонґ
19439 Еллісонтжонґ (1998 FB91, 2000 SV274, 19439 Allisontjong) — астероїд головного поясу, відкритий 24 березня 1998 року.
Тіссеранів параметр щодо Юпітера — 3,406.